# Sémézies-Cachan
Sémézies-Cachan è un comune francese di 79 abitanti situato nel dipartimento del Gers nella regione dell'Occitania.

## Società

### Evoluzione demografica
Abitanti censiti